# BYO Split Series, Vol. 4
BYO Split Series, Vol. 4 è uno split dei gruppi Bouncing Souls e Anti-Flag, pubblicato nel 2002 dalla BYO Records.
Ha raggiunto la posizione numero 50 nella classifica Top Independent Albums.

## Tracce
Canzoni dei Bouncing Souls
1. Punks in Vegas - 2:36
2. No Security - 1:21
3. That's Youth (cover degli Anti-Flag) - 3:03
4. Bryan's Lament - 2:15
5. We're Coming Back (cover dei Cock Sparrer) - 3:10
6. Less Than Free (cover degli Sticks And Stones) - 4:11

Canzoni degli Anti-Flag
1. America Got It Right - 2:56
2. Smash It to Pieces'' - 2:48
3. No Borders, No Nations - 3:13
4. Gifts From America: With Love, the U.S.A. - 2:41
5. The Freaks, Nerds & Romantics (cover dei Bouncing Souls) - 2:31
6. Ever Fallen in Love? (cover dei Buzzcocks) - 2:43